# La valle dei cavalli
La valle dei cavalli è un romanzo fantasy storico del 1982 scritto da Jean M. Auel, secondo capitolo della serie comunemente nota come I figli della Terra.

## Trama
Lasciato il Clan dell'Orso delle Caverne a causa della Maledizione di Morte, Ayla si trova completamente sola in un mondo ostile, dove la sopravvivenza è strettamente legata alla vita di gruppo, con la sola protezione delle proprie abilità.
Decisa a sopravvivere malgrado tutto, e guidata dall'ultima raccomandazione della madre Iza in punto di morte - "trova la tua gente, trova il tuo compagno" - la giovane donna, appena quattordicenne, si avventura nell'ignoto fino a raggiungere una piccola valle protetta e rigogliosa, dove trova una caverna abitabile e risorse sufficienti a garantire la sua sopravvivenza, e qui, valutando l'avanzare della stagione buona e l'arrivo dell'inverno, decide di fermarsi, per non trovarsi impreparata e senza cibo né riparo di fronte ai rigori invernali.
Riponendo fiducia nei segni inviategli dal suo Totem, il potente Leone delle Caverne - poiché Ayla mantiene le convinzioni religiose acquisite dal popolo che l'ha cresciuta - ritiene che lo Spirito del grande felino seguiti a proteggerla ed a mandarle segnali, che lei cerca di seguire fedelmente.
Poiché proprio per evitare un gruppo di questi felini in carne ed ossa lei aveva deviato il cammino, imbattendosi così nella bella vallata lussureggiante, e dopo aver trovato sulla soglia della grotta delle vecchie ossa di leone - evidentemente un tempo rifugio di una famiglia di quella specie - ed un pezzo di quarzo - che a lei pare ghiaccio pietrificato - che si affretta a mettere nel suo amuleto, si convince che il Totem l'abbia guidata lì per qualche motivo preciso, e si accinge a prepararsi e ad assicurarsi la sopravvivenza.
Nel frattempo, in una terra molto più ad ovest, due giovani uomini del popolo Zelandoni si accingono ad intraprendere un "Viaggio", prima che il maggiore di loro "stringa il nodo" con una ragazza della tribù.
Si tratta di Giondalar - il maggiore - e Tonolan - il minore.
I due ragazzi, fratelli da parte di madre - in quanto nati in due diversi focolari, e quindi da due uomini differenti - sono in viaggio per desiderio di Tonolan, avventuroso ed intraprendente...tuttavia Giondalar decide di andare con lui in quanto non è realmente convinto di volersi accompagnare con Marona, sua coetanea, a causa del carattere capriccioso ed egoista della ragazza, e di conseguenza decide di sfruttare l'idea del fratello per prendere tempo e comprendere i propri sentimenti.
Giondalar è infatti un uomo bellissimo, molto ambito e desiderato dalle donne, ma a seguito del fatto che la donna da lui amata - una giovane che si era offerta come "Donna Donai" per una stagione, cioè per insegnare le gioie del sesso ai giovani uomini, e con la quale quindi teoricamente non poteva accompagnarsi poiché lei era un'accolita, ovvero una futura sciamana - aveva scelto definitivamente di diventare Zelandonai - il nome sciamanico delle guide spirituali Zelandoni - e di non accompagnarsi a nessuno per dedicarsi ai propri doveri rituali, non era più riuscito ad innamorarsi davvero, ed aveva scelto Marona, fondamentalmente, perché più bella e volitiva di altre, ma senza un reale sentimento di fondo.
Consapevole che queste non siano basi accettabili per un'unione felice, decide quindi di partire, nella segreta speranza che lei lo dimentichi e che gli sia risparmiato il compito di lasciarla in via ufficiale, umiliandola.
I due uomini viaggiano a lungo, addentrandosi nell'Europa glaciale, e Tonolan ad un certo punto rimane ferito dall'aggressione di un rinoceronte.
I due fratelli vengono soccorsi dal popolo degli Sciaramudoi, che vive sulle sponde del Fiume della Grande Madre - il Danubio - tra fiume e foresta.
Popolo di cacciatori e pescatori, abili costruttori di barche, sono in realtà due popoli che vivono in simbiosi, gli Sciamudoi ed i Ramudoi, e la loro tradizione prevede che l'unione sia formata da due coppie - quindi quattro persone per nucleo famigliare - di cui una del primo gruppo ed una del secondo gruppo, probabilmente per evitare unioni con persone troppo legate da vincoli di parentela.
Tonolan e Giondalar vengono ospitati durante la convalescenza del fratello più giovane, che viene curato dal loro sciamano, lo Sciamud, e che nel frattempo si innamora di Getamio, una giovane orfana cresciuta dal capotribù e da sua moglie, e che ha una lieve invalidità alle gambe - dalla descrizione una probabile poliomielite infantile.
Mentre Tonolan decide di fermarsi e di stringere il nodo con Getamio, Giondalar intreccia una relazione con Serenio, una donna della tribù un po' più vecchia di lui - esattamente come Zolena, poi divenuta Zelandonai - con un figlio che si affeziona molto a Giondalar.
Vorrebbe quindi fermarsi a propria volta con lei e con il suo popolo, ma la morte di Getamio per parto getta Tonolan nella disperazione, inducendolo a riprendere il viaggio per non rimanere lì a ricordarla.
Giondalar è combattuto, poiché Serenio è sinceramente innamorata di lui e forse è incinta, ma la donna, consapevole che i suoi sentimenti non siano totalmente corrisposti - Giondalar le vuole bene, ma non ne è innamorato - lo esorta a partire, per proteggere Tonolan e perché non potrebbe sopportare di passare la vita con un uomo che non la ama e che sta con lei solo per affetto e per dovere.
I due riprendono quindi il loro viaggio verso est.
Nella sua valle intanto, Ayla ha ormai preso confidenza con il territorio che la circonda.
Ha accumulato cibo per l'inverno, ha iniziato a produrre utensili ed arredi - a volte semplicemente per passare il tempo, creando spesso oggetti singolari e dall'aspetto gradevole, sebbene i Neandertaliani non conoscano l'astrazione e non le abbiano insegnato ad abbellire gli oggetti, sfruttandone solo la funzione pratica - per poter essere pronta ad ogni evenienza, ed ha adottato Hinni, una cavallina a cui, durante una battuta di caccia, ha ucciso la madre con una trappola.
All'arrivo di Ayla nella valle infatti, vi era un branco di cavalli che pascolava abitualmente nella vallata...poiché la ragazza necessitava di carne e pelli per l'inverno, aveva deciso di abbattere un grosso animale - violando quindi uno dei divieti del Clan, quello di cacciare con la lancia le prede di grandi dimensioni, ormai ovviamente privo di senso - ed aveva ucciso una giumenta, muovendosi poi a pietà quando aveva visto la puledrina ormai orfana attaccata dalle iene.
Impossibilitata a nutrirla con il latte che certo ancora prendeva, l'aveva sfamata con cereali schiacciati seguendo l'usanza del Clan secondo la quale un bambino - oppure un cucciolo, per estensione - può mangiare tutto ciò che mangia la madre, purché molle e facile da deglutire, e l'aveva tenuta con sé.
Nel tempo, Ayla impara a cavalcare Hinni, dirigendola con i movimenti del corpo - naturalmente non sa cosa sia una sella, nessuno aveva mai tentato nulla del genere prima - e portandola con sé a caccia.
Non caccia più i cavalli - per non spaventare la puledra, che ormai considera un'amica - e spesso cavalca anche solo a fini esplorativi, ma il secondo inverno si avvicina, e la ragazza deve prepararsi di nuovo.
Ayla in fondo teme l'incontro con i suoi simili, che sa essere stati anche violenti con la gente del Clan - alcune donne al Raduno le avevano parlato di violenze carnali ai loro danni, da cui erano nati bambini ibridi simili a suo figlio Durc, rimasto con il Clan - e che pensa uccideranno Hinni, vedendola...per queste ragioni, decide di trattenersi un altro inverno nella valle.
Nel secondo autunno da quando è arrivata - è passato un anno - Ayla si appresta quindi alla sua seconda caccia grossa per procurarsi il necessario per l'inverno, e la sua scelta cade su un branco di renne.
Uccisa la sua preda, che carica su un traino - il "travois" - da lei ideato per consentire ad Hinni di aiutarla nel trasporto di prede ed attrezzi, così da non dover macellare gli animali uccisi in campo aperto, rischiando gli attacchi da parte delle iene, si accorge che anche stavolta la sua caccia ha fatto danni, e che un cucciolo di leone delle caverne giace nella prateria, apparentemente morto.
Controllandolo, si accorge che respira e che miagola, ma che a causa di una frattura del cranio - imputabile al calcio di una renna in fuga - è probabilmente stato abbandonato dalla madre, e non potrà sopravvivere a lungo.
Dapprima incerta, ipotizza che sia stato il Leone delle Caverne, suo Totem, a farglielo trovare, ed obbedendo quindi al volere - secondo lei - del suo Spirito Protettore, lo porta con sé alla caverna per curarlo.
Lì, il leoncino - ribattezzato Piccolo - guarisce e si rinforza, ed Hinni, sebbene inizialmente diffidente verso quello che sarebbe il suo predatore per eccellenza, lo accetta, adottandolo in qualche modo a propria volta.
I due cuccioli crescono quindi insieme, allietando la vita della ragazza, con episodi spesso buffi e teneri - come il tiro della coperta - che fanno ridere Ayla, cosa che non poteva fare nel Clan perché considerata di cattivo gusto.
I tre imparano addirittura a cacciare insieme, poiché Piccolo deve sviluppare l'istinto predatorio, ed il giovane leone cresce in forza e possanza, senza mai attaccare però Ayla né Hinni, che considera come parte del proprio branco, in cui Ayla è l'elemento di comando.
Hinni nel frattempo va in calore, e si allontana con un branco di cavalli selvatici per avere un puledrino...rimasta sola e triste per la perdita dell'amica, Ayla si dedica a Piccolo, che cresce ancora.
Anche lui le permette di cavalcarlo, ovviamente in corse sfrenate e prive di senso, estremamente gratificanti però per la ragazza, che dimentica in parte la sua malinconia.
Modificando le abitudini di caccia in assenza della puledra, Ayla inizia a cacciare con Piccolo, il più delle volte limitandosi a lasciarlo fare ed prendere parte della preda, cosa che il leone le accorda senza difficoltà, poiché la considera sua madre.
Arriva l'inverno, ed Ayla, con i primi freddi, si reca all'esterno della valle per un'escursione a piedi a raggio breve, approfittando dell'assenza di Piccolo, che spesso si allontana in esplorazione, in quanto inizia a sentire l'istinto di cercare i suoi simili, sebbene sia ancora molto giovane.
Lungo la strada, trova le tracce del branco al quale si è unita Hinni, e localizzata la puledra, che appare evidentemente ingrossata dalla gravidanza, prova a chiamarla con un fischio...la cavallina istintivamente va verso di lei, ma viene allontanata da una grossa giumenta, che la riporta al branco...triste, Ayla comprende di dover tornare indietro, ma sorpresa da una tormenta, la giovane perde la strada, disperando di riuscire a tornare alla caverna...tuttavia, nella bufera sente un nitrito e sebbene senza troppa speranza, emette il fischio che di norma usava per chiamare Hinni...la puledra emerge dalla neve, soccorrendola.
Nel branco di cavalli infatti, lo stallone dominante era morto...il branco aveva quindi sbandato, e la puledra, ormai incinta e cresciuta con un'umana, appena arrivata la neve si era diretta verso un luogo che sapeva essere sicuro e protetto.
La giumenta riporta quindi Ayla alla grotta, seguendo la strada per istinto, e lì sopraggiunge poco dopo anche Piccolo, pure lui sorpreso dalla neve ed in cerca di rifugio e calore.
I due animali ormai sono adulti, ed istintivamente reagiscono come preda e predatore, ma Ayla, senza nemmeno ipotizzare che potrebbero rivoltarsi, li rimette al posto e li esorta a smetterla, anche perché non sta molto bene, ed accusa i prodromi di una brutta bronchite.
Il leone e la cavalla, rispondendo ai segnali con cui sono cresciuti, si riconoscono, e tornano al vecchio rapporto di affetto, sebbene con meno familiarità di un tempo, a causa della perdita della spensieratezza infantile.
L'inverno passa, Ayla si riprende in fretta, e mentre Hinni prosegue la gestazione, Piccolo diventa irrequieto.
Ormai è adulto, gigantesco rispetto ai suoi simili, ed a differenza di Hinni - che essendo erbivora è più propensa a cercare ed accettare protezione, anche se da un'umana - è un carnivoro dominante e di branco, ed inizia a vagare cercando femmine della sua specie e cominciando a marcare un territorio di caccia.
Il grande felino, che Ayla tratta come un figlio minore, si allontana sempre più spesso e più a lungo...Ayla, benché preoccupata, lo lascia fare in quanto non lo considera di sua proprietà - come non considera tale Hinni - ma un suo amico che sta con lei perché lo desidera, non perché deve farlo...consapevole quindi del fatto di dover accettare che segua il suo istinto, la giovane donna non lo ferma, limitandosi ad accoglierlo calorosamente nelle sue visite periodiche, e medicandolo quando serve, come nell'occasione in cui la bestia torna con un bel taglio sul naso, frutto dello scontro con un maschio più esperto.
Alla fine, Piccolo smette di tornare a trovarla, ed Ayla comprende che ha trovato una compagna e che probabilmente sta iniziando a creare un proprio branco.
Frattanto, il viaggio di Giondalar e Tonolan è proseguito, con l'incontro anche con varie tribù nel vasto territorio attraversato, ma la perdita della donna amata ha reso Tonolan irrequieto e spesso incosciente, e Giondalar sovente deve frenare quelli che a volte sembrano istinti suicidi.
Un giorno, i due ragazzi abbattono una preda per procacciarsi il cibo, ma l'animale viene loro sottratto da una leonessa che puntava la stessa preda, e che la porta nella sua tana.
Tonolan, irritato, attende che la leonessa sia uscita dalla grotta e propone di recuperare almeno le lance, e magari un po' di carne, poiché considera la preda come propria.
Giondalar, benché dubbioso, lo segue.
Nello stesso momento, Ayla sta compiendo un giro esplorativo con Hinni...avendo ormai scorte sufficienti e molto tempo a disposizione, la giovane donna esplora sempre più spesso il territorio circostante, inconsciamente per cercare gli Altri senza abbandonare quella che adesso considera la propria casa.
Inoltre, la gravidanza avanzata di Hinni le suggerisce di non sforzare la giumenta in una battuta di caccia.
All'improvviso, sente un grido, e benché non avverta quel suono dall'infanzia di cui non ricorda nulla, comprende che si tratta di una creatura simile a lei, un uomo degli Altri.
Accorsa in aiuto, si accorge che due uomini sono rimasti preda di un maschio di leone delle caverne, e si rende conto che il leone è proprio Piccolo, ormai adulto ed autosufficiente, e che per qualche motivo li ha attaccati, forse provocato.
Ayla sottrae quindi i due uomini al gigantesco felino, che non si oppone - lei è per lui comunque sua madre, e lui continua a riconoscerne l'autorità - e si allontana, e valuta la situazione.
Quello con i capelli più scuri è Tonolan, purtroppo già morto...ma quello con i capelli biondi - Giondalar - si lamenta ed è vivo, sebbene ferito gravemente alla gamba, lacerata dall'attacco del leone.
La ragazza seppellisce frettolosamente il cadavere, per non lasciarlo in pasto ai divoratori di carogne, portandolo sotto una cengia rocciosa ed instabile e ricoprendolo di pietre, sulle quali poi recita velocemente il rituale funebre del Clan, dispiaciuta che il primo incontro con un suo simile sia così triste.
Ma il ferito è in pericolo di vita, così Ayla lo conduce alla grotta ponendolo sul travois che aveva fortunatamente con sé, e si adopera per curarlo.
Abbassa la febbre dovuta all'infezione, medica le ferite minori, e si rende conto che la ferita alla gamba è molto seria, al punto che, se anche l'uomo si salvasse, potrebbe invalidarlo a vita...presa da un'ispirazione nell'osservare i vestiti dell'uomo, cuciti tra loro - il Clan non cuciva, le pelli erano unite tramite nodi - con fili e corde di varie dimensioni, usa lo stesso metodo per tenere unita la ferita, cucendola a tutti gli effetti e rimettendo in sede il muscolo lacerato.
Nei giorni successivi, l'uomo lotta tra la vita e la morte, mentre ad Hinni scade il tempo...proprio durante la nascita del puledro, Giondalar si risveglia, e si accorge di essere in una grotta sconosciuta con una donna misteriosa che pare comandare gli animali.
L'incontro tra i due giovani è problematico...Ayla non parla e non capisce il linguaggio di Giondalar, inoltre si rivolge a lui come farebbe una donna del Clan, manifestando sottomissione, comportamento che ovviamente il ragazzo non può comprendere.
Alla fine, non potendo fare diversamente, Ayla vince la timidezza ed il timore e si rivolge a lui direttamente, medicandolo e sfamandolo...Giondalar ipotizza che la giovane donna sia una sciamana di qualche tribù sconosciuta - la sua abilità di guaritrice ed il suo potere sugli animali gli suggeriscono questa tesi - che si è isolata per affinare le proprie capacità - abitudine diffusa tra gli sciamani - ed alla quale i suoi compagni devono averlo portato dopo averlo trovato, impossibilitati a curarlo vista la gravità delle ferite.
Anche il silenzio della donna, inizialmente, gli appare come una prova di carattere alla quale la ragazza stia sottoponendosi, ma nel giro di pochi giorni comprende di aver del tutto frainteso, capisce che la ragazza vive lì da sola - sebbene non riesca a capire come mai la giovane non abbia nessun altro umano con sé - e che non ci sono insediamenti umani nelle vicinanze.
La necessità per Ayla di imparare a comunicare e per Giondalar di svelare il mistero che avvolge la sua salvatrice spingono i due ragazzi ad imparare l'uno dall'altra, Giondalar insegnandole il proprio linguaggio, ed Ayla aiutandolo a riprendere a camminare.
Tra i due giovani la confidenza e la stima crescono, ma cresce anche l'attrazione...Giondalar è un uomo sensibile al fascino femminile, ed il comportamento di Ayla, così gentile, dolce e premurosa, priva di malizia, lo incuriosisce e lo attrae, assieme al fatto che, per i suoi canoni, la ragazza è molto bella.
Anche Ayla è attratta da lui, sperimentando per la prima volta su di sé il desiderio e l'attrazione...tuttavia la giovane donna non conosce il sesso relazionato al Piacere - poiché il Clan lo riduceva ad un "bisogno" maschile che le donne erano tenute a soddisfare per garantirsi l'assistenza dell'uomo nel procurare loro cibo e riparo - che invece gli Altri considerano fondamentale ed importantissimo a livello culturale e rituale, non sa interpretare i segnali di apprezzamento di Giondalar - dal quale si aspetta al massimo un segnale per "soddisfarne il bisogno", come sarebbe accaduto nel Clan - ed essendosi sempre vista brutta, in confronto a coloro che l'hanno cresciuta, non considera che l'uomo la possa trovare attraente.
Nel corso delle settimane, la situazione si trova in stallo poiché Ayla conosce ormai molte parole, ma le manca la sintassi e non riesce a metterle insieme...una notte però, la ragazza fa un sogno dove vede uscire dall'oscurità una donna molto somigliante a lei, che promette di aiutarla...al risveglio, Ayla parla fluentemente la lingua di Giondalar, della quale il suo cervello evidentemente aveva ormai elaborato lo schema e che il trauma inconscio dovuto al ricordo della perdita di coloro che parlavano una lingua simile - i suoi genitori - le aveva probabilmente impedito di utilizzare fino a quel momento. 
La felicità di poter finalmente comunicare sarà però per i due giovani di breve sollievo...sentendosi infatti apprezzata come donna e soprattutto come cacciatrice - Ayla ama cacciare, ed una delle sue paure era che gli uomini degli Altri le impedissero di farlo, quindi è molto felice quando scopre che tra gli Altri è assolutamente normale che una donna vada a caccia, e che la madre stessa di Giondalar era un'ottima cacciatrice - ed iniziando a volersi confidare con il ragazzo, la giovane donna, all'ennesimo tentativo di approccio di lui, riesce finalmente a fargli capire che lei non sa nulla di come, nei loro popoli, dovrebbero andare le cose tra un uomo ed una donna. 
La cosa sconvolge Giondalar...avendola vista nuda dopo un bagno infatti, l'uomo si era accorto che il suo ventre portava i segni, benché minimi, di una gravidanza precedente; notando che la ragazza schivava i suoi gesti di apprezzamento, si era perciò convinto che la giovane donna non gradisse tali attenzioni, e di conseguenza aveva fatto di tutto per controllarsi. 
La rivelazione di Ayla, che gli confessa che nel popolo che l'ha cresciuta il sesso è considerato alla stregua di un bisogno fisiologico essenzialmente maschile, senza riguardo alcuno per la femmina, lo spiazza...il mistero si chiarisce quando, alla sua richiesta di dettagli sulla gente ove lei era stata accolta, e dalla quale ha imparato l'arte di guarire, Ayla riesce a spiegargli che il Clan, di cui lei parla sempre, altro non sono che gli uomini di Neanderthal, che lui conosce con il termine dispregiativo di "Testapiatta". 
Presso il popolo di Giondalar infatti, tali individui vengono considerati alla stregua di animali, leggermente più evoluti di altri, ma non come esseri umani...in molti, addirittura, li paragonano ad una specie più piccola ed intelligente di orsi. 
Il disgusto con cui Giondalar parla di loro, abituato a considerarli animali, ed a classificare il risultato degli accoppiamenti tra le due specie - anche lui è a conoscenza del fatto che i giovani dei vari popoli si divertano ad infastidirli ed a forzare le loro donne, sebbene lui sia sempre stato inorridito dall'idea - con l'appellativo di "abominio", ferisce profondamente Ayla, che si rivolta con rabbia rinfacciandogli il fatto che "il Clan ha salvato una bimba degli Altri, e gli Altri ne hanno uccisa una del Clan", facendogli intendere che per quanto lui lo neghi, coloro che lui reputa animali hanno mostrato più compassione dei cosiddetti "umani" - cosa che lui sa benissimo, poiché nel suo periodo con gli Sciaramudoi, una coppia del Clan lo aveva soccorso e salvato dall'assideramento - cui lui si fregia di appartenere, e fugge nella prateria per calmarsi. 
Successivamente i due giovani avranno modo di chiarirsi più volte, anche quando Giondalar, invitando Ayla a riprendere il viaggio con lui per incontrare altri come loro, le proporrà di mentire sulle sue origini. 
La ragazza è sconcertata, poiché lei non sa mentire, ed è in grado di riconoscere immediatamente chi lo fa...essendo cresciuta con un linguaggio prevalentemente gestuale, si accorge alla prima occhiata di quando una persona sta mentendo, dalla postura del corpo e dai movimenti millimetrici di occhi e mani. 
Al massimo, lei evita di parlare, come fanno spesso le Donne Medicina - alle quali nessuno chiede conto delle loro azioni, poiché considerate di alto rango e responsabili delle proprie conoscenze - di cui fa parte, ma come lei stessa afferma "si vedrebbe", a lungo andare, che lei nasconde qualcosa. 
Per Giondalar è un momento di grande conflitto...è attratto dalla giovane, inizia a pensare di cominciare ad amarla - cosa per lui molto difficile, a causa del suo passato burrascoso - e di volerla portare con sé, ma i vecchi pregiudizi sono duri da superare, ed il pensiero di quello che la sua famiglia potrebbe pensare di lei lo mette in grande agitazione. 
Al tempo stesso, non può negare che la ragazza abbia le sue ragioni, che senza le sue conoscenze ereditate dal Clan sarebbe morto per le ferite inferte dal leone, e che le abitudini dei "Testapiatta", a parte l'assoluta ignoranza dimostrata nel campo dei "Piaceri" - il sesso per le tribù degli Altri - siano indubbiamente riconducibili ad usanze umane, come l'uso di abbigliamento, di utensili, di oggetti per la cucina, di armi, del fuoco. 
A questo proposito, per riavvicinarsi a lei e farsi in qualche modo perdonare - almeno in parte - per la grave insensibilità dimostrata, Giondalar decide di insegnare ad Ayla i metodi Zelandoni di lavorazione della selce - arte nella quale lui è abilissimo - per confrontarli con i metodi del Clan, dovendo riconoscere che si tratta di lavorazioni che richiedono pazienza, tempo e precisione, impossibili per dei presunti animali, anche se evoluti. 
Durante i vari tentativi ed esperimenti, Giondalar ed Ayla confrontano anche le tecniche di fabbricazione delle lance, mettendo a paragone le lance pesanti e rudimentali del Clan - utilizzabili solo con il contatto ravvicinato - e quelle leggere degli Altri, adatte ad essere scagliate, inoltre Giondalar impara da Ayla la tecnica di accensione del fuoco mediante pietra focaia, da lei scoperta durante il suo isolamento precedente e per lui fonte di grande meraviglia. 
Ulteriore sorpresa per lui, è scoprire che il Clan ha usanze esoteriche e rispetto per i morti, quando Ayla gli parla dei Totem, e gli rivela che lui è stato "scelto" dal Leone delle Caverne - condizione secondo la quale, per Ayla, lui potrebbe essere il compagno adatto con il quale avere dei bambini sani - che lo ha attaccato, ma non ucciso, e che lei ha sepolto suo fratello e lo ha celebrato con il rituale funebre del Clan, per non lasciarlo in pasto ai mangiatori di carogne. 
Questi usi, e l'utilizzo dell'ocra rossa sul corpo e sulla tomba - il sangue della nascita per il Clan, per gli Zelandoni il sangue della "Madre Terra" - che Ayla gli rivela di non aver avuto il tempo di cercare, perché lui poteva morire da un momento all'altro, danno un'ulteriore scossa alle sue convinzioni ed ai suoi pregiudizi...ma sarà un sogno profetico, in una delle notti trascorse alla caverna, a convincerlo definitivamente dei fondamenti del tutto errati sui quali si è basato fino a quel momento. 
Giondalar infatti una notte sogna la Madre Terra - la "Madre", massima divinità per i popoli "evoluti" - nell'atto di partorire...dopo la nascita di tutte le creature, Giondalar la vede generare gli uomini come lui li conosce...successivamente, nell'ultimo spasmo del parto, la vede generare gli uomini e le donne del Clan...prima di dissolversi, la Madre prende il volto di Ayla. 
È la rivelazione, Giondalar comprende che la Madre ha voluto fargli capire che anche il Clan è umano, e che anche loro sono suoi figli. 
Poco dopo, lui ed Ayla vanno a caccia, sperimentando una nuova arma che stanno mettendo a punto insieme, il "tiralance", frutto dell'unione tra la fionda di Ayla e le lance di Giondalar, più leggere e precise di quelle rozze e pesanti del Clan. 
La caccia ha successo, e Giondalar preso dall'eccitazione bacia Ayla, chiedendole di poter celebrare il suo "Primo Rito", ovvero quello che di norma è il primo rapporto sessuale di una giovane donna, che lei non ha avuto in quanto aperta con la forza da una persona che non aveva un sentimento nei suoi riguardi, se non quello dell'odio. 
Ayla accetta, ma mentre lei, emozionata, si prepara, alla caverna si presenta un leone delle caverne, che si predispone ad attaccare Giondalar...richiamata dal grido di lui, Ayla accorre per scoprire che si tratta semplicemente di Piccolo, passato a trovarla come non faceva da tempo, poiché ha seguito l'usta delle sue prede e voleva probabilmente rivederla...la ragazza tranquillizza Giondalar e lo fa allontanare, regalandogli una delle prede appena abbattute per calmarlo e cedendo alla tentazione di una bella galoppata a dorso di leone nella prateria adiacente...anche Hinni lo saluta, sebbene sia guardinga a protezione del suo piccolo - un giovane stallone che Giondalar ha battezzato "Vento" - e lo osservi con una certa diffidenza, in quanto è ancora più grosso e selvaggio rispetto all'ultima volta in cui si erano visti. 
Quando Ayla torna alla grotta, Giondalar è impressionato e non si stupirebbe se lei gli dicesse "io sono la Grande Madre Incarnata", dopo una simile manifestazione di potere...si trova invece davanti una ragazza in lacrime, dispiaciuta per la perdita del suo "piccolo", che ormai vede sempre più di rado...la giovane infatti gli rivela di aver salvato e cresciuto il leoncino, e di aver potuto sottrarre lui ed il cadavere di suo fratello alle sue zanne solo perché è stato proprio lui ad attaccarli...un altro leone, ovviamente, non le avrebbe obbedito. 
Giondalar non ha rancore verso Piccolo, affermando che sono stati lui e Tonolan ad infilarsi nella sua tana...successivamente, l'uomo di accinge a celebrare con lei il "Primo Rito". 
Ayla scopre quindi con Giondalar le gioie dell'amore fisico, e Giondalar si accorge di provare con lei, per la prima volta dai tempi di Zolena, "l'Incanto di Donai", ovvero il piacere assoluto, che lui con le donne raramente riusciva a provare, e che spesso provava solo con le ragazze del "Primo Rito", proprio per la gratificazione di essere "il primo". 
Comprende quindi di essersi, per la prima volta dai tempi di Zolena, davvero innamorato, e che quindi non può lasciare la ragazza, ma vuole invece condurla con sé, dalla sua gente. 
L'uomo le confessa perciò il proprio sentimento, che scopre essere corrisposto pienamente, ed i giorni successivi sono molto appaganti per i due ragazzi, che vivono finalmente il loro amore. 
Nelle settimane successive, con l'avanzare della stagione autunnale, i due giovani si recano in esplorazione nella prateria, anche perché Giondalar sta iniziando ad addestrare Vento, per cercare di raggiungere con lui lo stesso affiatamento che Ayla ha con Hinni, in modo da poterlo in seguito cavalcare. 
Durante il loro girovagare, si imbattono in un gruppo di cacciatori di un popolo che pare abitare a pochi giorni di distanza dalla valle di Ayla, e che forse non aveva mai incontrato in quanto la valle, molto protetta, non è visibile se non a distanza ravvicinata...nemmeno Giondalar li conosce, perché lui e suo fratello avevano percorso una strada differente per arrivare lì, ma sa chi potrebbero essere...sono Mamutoi, Cacciatori di Mammut, dei quali Giondalar parla un po' la lingua perché l'ha imparata da una donna Mamutoi che viveva tra gli Sciaramudoi, e che gli aveva effettivamente detto che abitavano in quelle zone. 
Il ragazzo risponde al loro saluto, lieto di vedere altri umani dopo tanti mesi di isolamento...per Ayla, è venuto il momento di incontrare "gli Altri".

## Protagonisti
- Ayla: protagonista del romanzo e dell'intera serie, in questo volume si trova isolata dopo aver lasciato il Clan dell'Orso delle Caverne, a seguito della Maledizione di Morte. Determinata a non lasciarsi abbattere e convinta che il Leone delle Caverne la stia guidando verso il suo destino e verso la sua gente, troverà rifugio in una valle protetta e rigogliosa che eleggerà a sua dimora per quasi tre anni. Qui dovrà imparare a lottare da sola per la sopravvivenza, in attesa dell'uomo che cambierà la sua vita per sempre.
- Giondalar: protagonista maschile del romanzo e di quelli successivi, è un uomo del popolo Zelandoni, e come Ayla, è un uomo degli "Altri". In Viaggio con il fratello minore per scoprire nuovi orizzonti ed usi differenti, e per sfuggire ed un'unione auspicata ma non del tutto gradita, troverà in quest'avventura una nuova prospettiva di vita ed un nuovo amore. Uomo affascinante ed abilissimo tagliatore di selce, è specializzato nella fabbricazione di attrezzi con questo particolare materiale. Il suo incontro con Ayla scuote dalle fondamenta le sue convinzioni sull'esistenza, ma il percorso verso la consapevolezza non sarà facile.
- Tonolan: fratello di Giondalar, anch'egli appartenente al popolo Zelandoni, è colui che decide di intraprendere il Viaggio che porterà lui e Giondalar fino alla valle di Ayla, dove purtroppo Tonolan morirà nell'attacco di un Leone delle Caverne. Sebbene non sia bellissimo come il fratello, è un bel ragazzo dagli occhi grigi e dai capelli castani, ma è amato soprattutto per il carattere cordiale, espansivo ed empatico, che lo porta a fare amicizia facilmente ed a farsi benvolere da tutti. La sua perdita sarà per Giondalar un momento difficilissimo, in quanto spesso, malgrado il suo fascino, suo fratello sapeva condurlo dove da solo non sarebbe mai arrivato, come nel Viaggio stesso che hanno iniziato assieme.
- Getamio: è una giovane donna Sciaramudoi con la quale Tonolan "stringe il nodo" durante la permanenza sua e di Giondalar presso il loro popolo, a seguito della cornata di un rinoceronte. È una ragazza dai lunghi capelli castani chiari, molto dolce e determinata, penalizzata da una lieve invalidità alla gamba sinistra - più corta dell'altra, indizio di una possibile poliomielite - e della quale Tonolan si innamorerà perdutamente. Morirà di parto cercando di dare alla luce il primo figlio del Focolare di Tonolan, gettando il ragazzo nello sconforto più totale.
- Serenio: è una donna Sciaramudoi vedova, con un figlio già adolescente, che intreccia - benché di qualche anno più vecchia di lui - una relazione con Giondalar. Si innamora perdutamente di lui, ma poiché si rende conto che l'uomo prova per lei solo attrazione, affetto e stima, lo spinge a partire quando Tonolan, distrutto per la morte della compagna e per la perdita del loro primo figlio, sceglierà di riprendere il Viaggio. Molto bella e di carattere, abile nella caccia, confida a Giondalar di sospettare di essere in attesa di un figlio "del suo Spirito" - come veniva indicato il probabile figlio di un uomo, poiché ancora non veniva riconosciuto il ruolo biologico del padre - e che spera che, nel caso, il bambino avrà i suoi occhi. Alla sua partenza, lo ringrazierà per averla "risvegliata", cioè per averle permesso di riaprirsi all'amore dopo la morte del suo primo compagno, lutto dal quale prima del suo arrivo non si era mai ripresa completamente.
- Hinni: prima protagonista animale della serie, è una giumenta della razza Equus Ferus dell'epoca glaciale, oggi forse collegabile alla specie Cavallo di Przewalski. Viene adottata da Ayla in seguito alla prima battuta di caccia della ragazza nella valle che diventerà la sua dimora, dove la giovane donna ne uccide la madre. Ayla deciderà di adottarla per salvarla dall'attacco di un branco di iene, e la crescerà come un'amica ed una compagna di vita. Di un color paglia scuro - un colore simile a quello dei capelli di Ayla, riconducibile probabilmente al "palomino", che fa sì che quando la giovane la cavalca sembrino quasi un solo essere - e con la criniera molto corta, Hinni è docile, paziente ed affidabile, sebbene ogni tanto manifesti in maniera piuttosto precisa le proprie opinioni - come quando Ayla prova a metterle un leoncino ferito sulla groppa, e lo disarciona demolendo nel contempo il travois e tutto quello che c'è sopra - portando Ayla a riflettere ed a cambiare talvolta i propri punti di vista. Benché sia un animale destinato al ruolo di preda, Hinni impara a convivere anche con il leoncino che Ayla decide di adottare dopo di lei, instaurando con lui un'amicizia in cui, come animale adulto al momento del suo arrivo, manterrà per assurdo un ruolo di dominio, trattando il piccolo carnivoro come una sorta di governante. Accetterà definitivamente il cucciolo quando il leoncino, per istinto, si rotolerà nel suo sterco, assumendo il suo odore, cosa che i carnivori fanno per mascherare il proprio odore durante la caccia, e che invece la convincerà in via definitiva della sua innocuità. Al primo calore, deciderà di andare via con un branco di cavalli selvatici per concepire un puledro, ma non appena il branco, all'arrivo del freddo e con la morte dello stallone alfa, attraverserà un periodo di incertezza, tornerà spontaneamente da Ayla in cerca di rifugio, affetto e protezione. Hinni, in quanto specie gregaria, è affettuosa, sebbene non particolarmente socievole con altri umani, come si vedrà nei libri successivi. Ama molto essere strigliata da Ayla con i frutti dei cardi, simili a spazzole naturali. Di carattere calmo e che in un umano potrebbe essere definito saggio, diventerà la più fidata compagna di Ayla.
- Piccolo: secondo protagonista animale della serie, è un cucciolo di Leone delle Caverne, ovvero della razza Panthera Spelaea, oggi estinta. Viene adottato da Ayla dopo la sua battuta di caccia in vista del secondo inverno trascorso alla valle, quando la ragazza, mettendo in fuga un branco di renne, lo troverà poi ferito alla testa. Più piccolo e magro rispetto alla taglia normale della specie, Piccolo secondo Ayla doveva essere il più minuto della cucciolata, cosa che condannava in genere i cuccioli alla morte precoce - i cuccioli dei leoni, come accade ancora oggi, erano gli ultimi a godere di una preda, dopo il diritto di prelazione dei maschi adulti e dopo che si erano sfamate le femmine adulte, azzuffandosi per gli ultimi brandelli di carne che, per i cuccioli più deboli, si traduceva il più delle volte nel non mangiare del tutto, con conseguente probabile morte, a lungo termine, per inedia - e che potrebbe aver causato la sua lentezza di reazione con le renne in fuga. Poiché Ayla lo nutre con amore e non gli fa mancare nulla, a dispetto dei presupposti Piccolo non solo cresce sano e forte, ma diventa molto più alto e robusto dei suoi simili. Di carattere giocherellone ed impulsivo proprio come se fosse un grosso gatto, Piccolo ama le coccole e si rovescia sulla pancia per farsi grattare ventre e gola - cosa che fa ridere Ayla - anche quando è ormai adulto, emettendo un brontolio appagato che lei traduce in un "nga nga" che sono, fondamentalmente, delle fusa. Profondamente affezionato ad Ayla, che considera sua madre, anche da adulto Piccolo tornerà qualche volta a trovarla nella valle, fino a che non sarà indipendente e lei non lascerà per sempre il territorio. Un suo comportamento abituale, sin da quando diventa abbastanza grosso da poterlo fare, è di sollevarsi sulle zampe posteriori per abbracciare Ayla con quelle anteriori, possibilmente rovesciandola per terra per poterle leccare comodamente il viso. Spesso Ayla lo rimprovera di volerle strappare la faccia, poiché come tutti i felini ha la lingua molto ruvida, ma ovviamente apprezza molto questa sua manifestazione di affetto, anche se ogni tanto ne ricava qualche graffio involontario - gli artigli dei felini sono molto taglienti e spesso infetti, ancora oggi, e le ferite da loro provocate tendono a gonfiarsi ed a fare infezione - e non sempre gradito. Caratterizzato da una criniera più folta e rossa della norma - dalla descrizione, sembrerebbe quasi color rame o ruggine, mentre quelle degli altri leoni sono un color marrone scuro, oltre che molto rade - che consente ad Ayla di riconoscerlo persino a discreta distanza, ha come segno distintivo un evidente taglio sul naso, che lascerà una cicatrice ben visibile anche dopo che Ayla lo avrà curato, frutto di uno dei suoi primi scontri con i suoi simili. Piccolo sarà l'involontaria causa della morte di Tonolan e del ferimento di Giondalar, che riporterà dopo il loro incontro delle cicatrici permanenti. Ayla è convinta che sia un dono del suo Totem, il Leone delle Caverne, e che abbia segnato Giondalar per poterlo rendere idoneo come suo compagno. Nella storia narrata, Piccolo non attaccherà mai un umano di proposito, poiché - per affetto verso colei che lo ha salvato, sfamato e cresciuto - non li considera prede. Giondalar lo definirà spesso "il più grande Leone delle Caverne che io abbia mai visto", cosa che inorgoglisce molto Ayla, consapevole di averlo cresciuto con grande cura ed affetto.
- Vento: terzo protagonista animale della serie, è il cucciolo di Hinni e dello stallone di un branco di cavalli con i quali la puledra vivrà per un breve periodo in seguito al primo calore, ed è un puledro che sin da piccolo corre molto veloce, cosa che porterà Giondalar a dargli il nome "Vento". Più vivace ed indomito della madre, svilupperà un forte attaccamento per Giondalar che, in quanto maschio, avrà un maggiore ascendente su di lui, anche da un punto di vista dell'autorità. Inoltre, si affezionerà molto a lui perché il ragazzo lo accudirà spesso durante la propria convalescenza, quando Hinni sarà a caccia con Ayla, per tenerlo al sicuro. A differenza della madre, è di un color marrone scuro e lucido - ereditato dal padre - che oggi viene definito "baio", ed ha la criniera più lunga. Simpatico ed a volte sfacciato, verrà in seguito addestrato da Giondalar all'uso di finimenti inventati appositamente - sella e briglie - poiché l'uomo, meno avvezzo di Ayla all'uso dei segnali corporei - eredità del linguaggio del Clan - riuscirà in questo modo a cavalcarlo più agevolmente.

## Altri volumi della serie
- Ayla figlia della terra
- Gli eletti di Mut
- Le pianure del passaggio
- Focolari di pietra
- La terra delle caverne dipinte

## Edizioni
- Jean M. Auel, La valle dei cavalli, traduzione di P. Campioli, collana TEADUE, Longanesi, 1990,  p. 502, ISBN 88-7819-169-8.